# 35394 Countbasie
35394 Countbasie este o planetă minoră (asteroid), cu un diametru de 6,299 km, din centura de asteroizi. A fost descoperită pe 7 decembrie 1997 la centre de recherches en géodynamique et astrométrie⁠(d) de OCA-DLR Asteroid Survey⁠(d). 
Obiectul prezintă o orbită caracterizată de o semiaxă mare de 2,7592157 UAi, o excentricitate de 0,21, o înclinație de 9,93542 ° în raport cu ecliptica.